# Hortus deliciarum

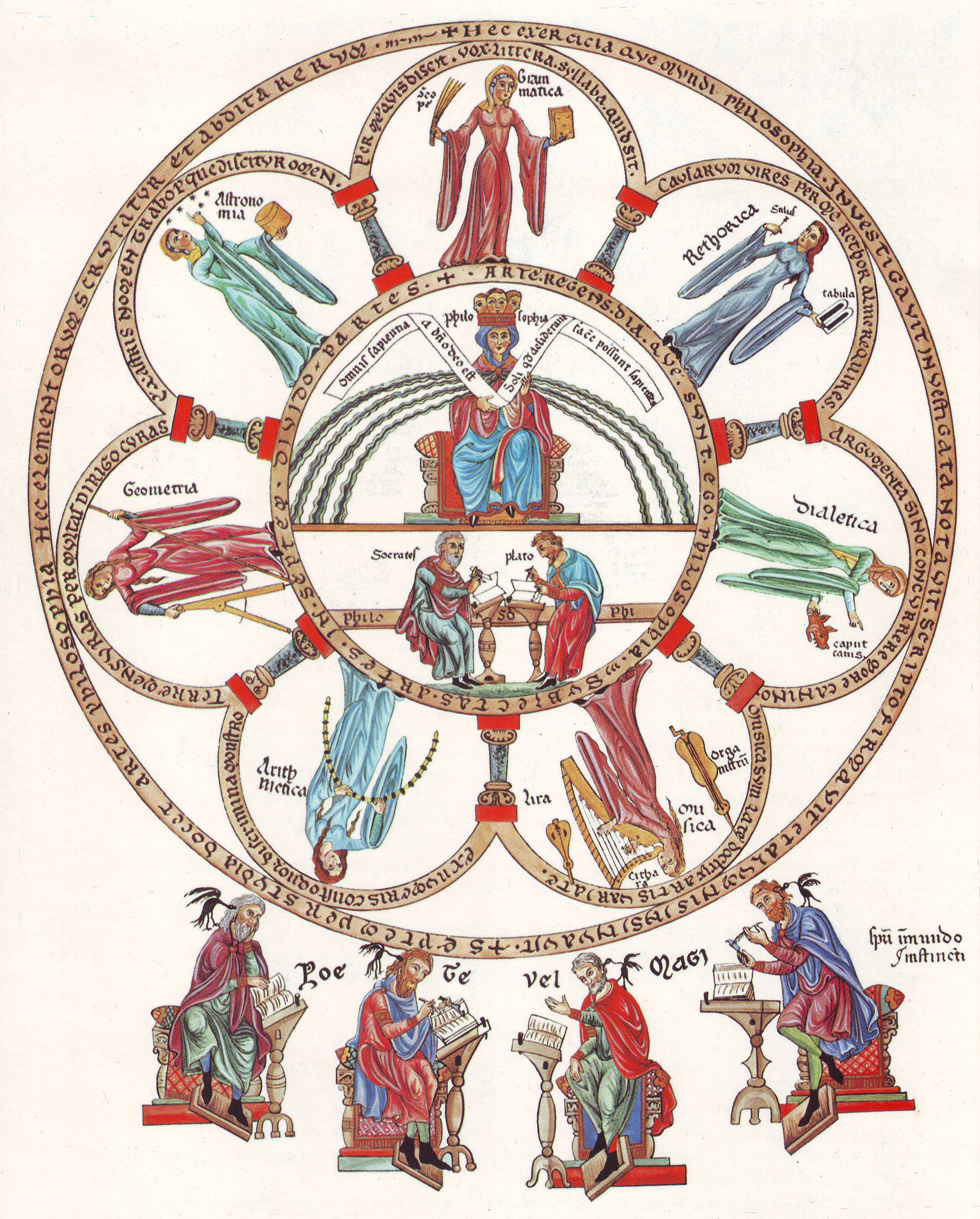
Siedem sztuk wyzwolonych z Hortus deliciarum Herrady z Landsbergu (ok. 1180)

Hortus deliciarum (ok. 1180) – średniowieczne dzieło o charakterze encyklopedycznym autorstwa przeoryszy klasztoru św. Odylii w Alzacji Herrady z Landsbergu.
To florilegium powstawało od roku 1165 przez 16 lat. Składają się na nie fragmenty prozy i poezji wybitnych autorów starożytności i średniowiecza. Jest ono kompendium ówczesnej wiedzy, głównie teologicznej. Chociaż dzieło w większości jest twórczą, dopasowaną do kontekstu kompilacją fragmentów innych dzieł, to świadczy o erudycji, talencie i szerokich horyzontach jego autorki. Dodatkowo Herrada ozdobiła dzieło własnymi ilustracjami, dodała własne hymny, a szczególnie jej ulubione alegorie. Godnym podziwu jest zbiór 365 zamieszczonych pięknych, oryginalnych ilustracji oraz miniatur. Hortus deliciarum w zamierzeniu miał być praktycznym podręcznikiem dla nowicjuszek klasztoru. Stał się szerzej znany dopiero w XIX wieku.
Hortus deliciarum przez wieki był przechowywany w klasztorze, a w czasach rewolucji francuskiej przekazany bibliotece miejskiej w Strasburgu. W roku 1818 miniatury z tego dzieła zostały skopiowane przez Christiana Maurice'a Engelhardta. Całe dzieło zostało skopiowane i opublikowane przez wydawnictwo Straub and Keller w latach 1879–1899. Oryginał dzieła spłonął w pożarze podczas oblężenia miasta w 1870 roku.